# Linné-samlingen
Linné-samlingen er en dansk samling værker af og om den svenske botaniker, læge og zoolog Carl von Linné. Den indeholder praktisk taget en total samling af alle arbejder af Linné, udgivet i hans levetid i originaludgave. Dernæst rummer samlingen værker af Linnés elever. Samlingen består i alt af 5.000 fysiske enheder. Den blev grundlagt i 1965 af en privat samler, Sven-Erik Sandermann Olsen, og opbevares på Det Kongelige Bibliotek. Lignende samlinger findes f.eks. i London og Uppsala. 

## Baggrund
Omkring 1965 tog apoteker Sven-Erik Sandermann Olsen intiativ til at opbygge en privat samling af Carls von Linnés skrifter. I løbet af en halv snes år havde Sandermann Olsen samlet så meget, at det var blevet en ret betydelig samling. Det viste sig, at være en meget stor opgave og den havde nået en størrelse, hvor det ikke var muligt for en privatperson alene at varetage samlingens udbygning. Ved hjælp af fondsmidler lykkedes det at skabe en selvejende institution med sæde på Danmarks Farmaceutiske Højskole. Selve samlingen blev i 1980 afhændet til Højskolen. Danmarks Farmaceutiske Højskole blev valgt fordi denne institution docerede alle de fag, som Linné stod for.
Opbygningen af samlingen fortsatte, men med stærkt aftagende økonomiske ressourcer. Det betød efter nogle år at opgaven med pleje, vedligeholdelse og komplettering af samlingen næsten ophørte. Det besluttedes derfor at overflytte samlingen til Danmarks Natur- og Lægevidenskabelige Bibliotek (DNLB). 
Ved overflytningen fik samlingen nye rammer og blev samtidig gjort mere synlig, idet den blev opstillet i to særlige rum i Biblioteksalen i en ny moderne udbygning af biblioteket. Samtidig fik samlingen nyt liv. Ved sammenlægningen i 1989 konstaterede man ikke overraskende, at der var et stort sammenfald af bøger mellem Linné-samlingen og DNLB, men det viste sig også, at ved sammenlægning ville fællesmængden af de to samlinger komme til at udgøre en meget betydelig samling. 

## Samlingens indhold
Efter overflytningen til Danmarks Natur- og Lægevidenskabelige Bibliotek reviderede man, hvad samlingen skulle rumme. Vigtigst udvidede man det med, at samlingen også skulle rumme værker fra Linnés elever. Herefter består Linné-samlingen af:
- Litteraturen af og om Linné
- Litteraturen af og om Linnés elever (hovedsageligt litteratur publiceret i Linnés levetid og fortrinsvis inden for naturvidenskab og medicin)

Målet med at sammenføje DNLBs egne samlinger med Sandermann Olsens var at skabe en samling af international betydning. Af hensyn til det internationale samarbejde blev det besluttet at opstille samlingen efter den internationalt anerkendte "Soulsby-katalog" , som er en systematisk opbygget trykt fuldstændig katalog over alle Linné-værker i British Library og Natural History Museum. Bøgerne i Danmarks Natur- og Lægevidenskabelige Bibliotek blev udtaget fra deres oprindelige plads og indplaceret i Linné-samlingen på deres nye plads i henhold til Soulsby-katalogen. Dette arbejde påtog Sandermann Olsen sig selv i sin levetid, men det er sket på nedsat kraft efter hans død.
Beslutningen om at udbygge samlingen med Linnés elever var en meget stor opgave. I alt er det registreret, at der skal erhverves værker fra 328 Linné-elever. Eleverne har i 1997 fået deres egen bibliografi, udarbejdet af Sandermann Olsen.
Tidsmæssigt strækker samlingen sig fra Linnés egne udgivelser til nutiden. Samlingen rummer førsteudgaven fra 1735 af "Systema naturae" (Systema naturae per regna tria naturae, secundum classes, ordines, genera, species cum caracteribus, differentiis, synonymis, locis) sammen med alle de udgaver, som fulgte. Der findes en del almanakbind, hvor Linné har skrevet meget oplysende artikler. Der findes flere udgaver af disputatssamlingen, Amoenitates (et værk i flere bind af Carl von Linné, hvori hans doktoranders dissertationer publiceredes) samt selve disputaterne og biografier og udgaver af brevvekslinger m.v. Desuden findes mange udklip. Dertil kommer den selvstændige samling med værker af Linnés elever. I samlingen indgår alle 186 dissertationer og alle mindre afhandlinger, trykt på svensk. Dertil kommer et omfattende udvalg af litteratur, der knytter sig mere eller mindre direkte til Linnés værker. Samlingen består af 1.000 af Linnés egne værker, 1.500 småskrifter, 400 tidssskriftbind og 700 elevskrifter. Samlinger fylder 80 meter.
I 2010 blev samlingen overflyttet fra udstillingsrummene til klimastyrede magasiner, hvor de er opstillet efter ordenen efter Soulsby's katalog.

## Betydning
Linné-samlingen regnes som den fjerdestørste i verden. Kun samlingerne i London (British Library og Natural History Museum), Uppsala (Uppsala Universitetsbibliotek) og Pittsburg (Hunt Institute for Botanical Documentation, Carnegie Mellon University) er større. Samlingen i Danmark regnes for verdenskulturarv og blev optaget i Memory of the World Programme i 1997.
På initiativ af The Linnean Society of London arbejdes der på en fælles katalog, som skal rumme henvisninger til de mest betydningsfude Linné-samlinger. Projektet, The Linnaeus Link Union Catalogue Project(LLUC), koordineres af Natural History Museum London. Det har 17 partnere, heriblandt Det Kongelige Bibliotek.